# Jake Roberts
Aurelian Smith, Jr. (Gainesville, 30 de Maio de 1955) é um lutador de segunda-geração do wrestling profissional estadunidense e filho do ex-lutador Aurelian "Grizzly" Smith. Ele é mais conhecido pelo seu ring name Jake "The Snake" Roberts.
Roberts é muito conhecido pelas suas passagens distintas pela World Wrestling Federation - o primeiro entre 1986 e 1992, e o segundo entre 1996 e 1997 - além de também ter competido pela World Championship Wrestling em 1992 e pela mexicana Asistencia Asesoría y Administración, entre 1993 e 1994 e no início de 1997.
Em sua carreira, ele foi conhecido pelas suas diferentes promos, seu carisma, além de usar muito o lado psicológico em suas lutas. Roberts é creditado como o inventor do movimento de wrestling DDT. Ele também treinou atletas como Diamond Dallas Page e Raven, bem como usar o lado psicológico com os seus inimigos (kayfabe) Steve Austin e The Undertaker.
Roberts foi um dos principais atores do filme documentário de 1999 Beyond the Mat.
Atualmente, ele tem contrato com a All Elite Wrestling, onde trabalha como manager de Lance Archer.

## Títulos e prêmios
- All-Star Wrestling Network (Georgia)
  - AWN World Heavyweight Champion (1 vez)

- Americas Wrestling Federation
  - AWF Puerto Rican Heavyweight Championship (1 vez)

- Georgia Championship Wrestling
  - NWA National Television Championship (1 vez)
  - NWA World Television Championship (Versão Geórgia) (2 vezes)

- Pro Wrestling Illustrated
  - PWI Mais Inspiracional Wrestler do Ano (1996)
  - PWI o colocou como #100 dos 500 melhores wrestlers de 2003.

- Mid-South Wrestling Association
  - Mid-South Louisiana Heavyweight Championship (1 vez)
  - Mid-South North American Heavyweight Championship (2 vezes)
  - Mid-South Television Championship (1 vez)

- Smoky Mountain Wrestling
  - SMW Heavyweight Championship (1 vez)

- Stampede Wrestling
  - Stampede North American Heavyweight Championship (1 vez)

- World Class Championship Wrestling
  - NWA World Six-Man Tag Team Championship (Versão Texas) (1 vez) - com Chris Adams e Gino Hernandez
  - WCCW Television Championship (1 vez)